# 帝王伟蜓

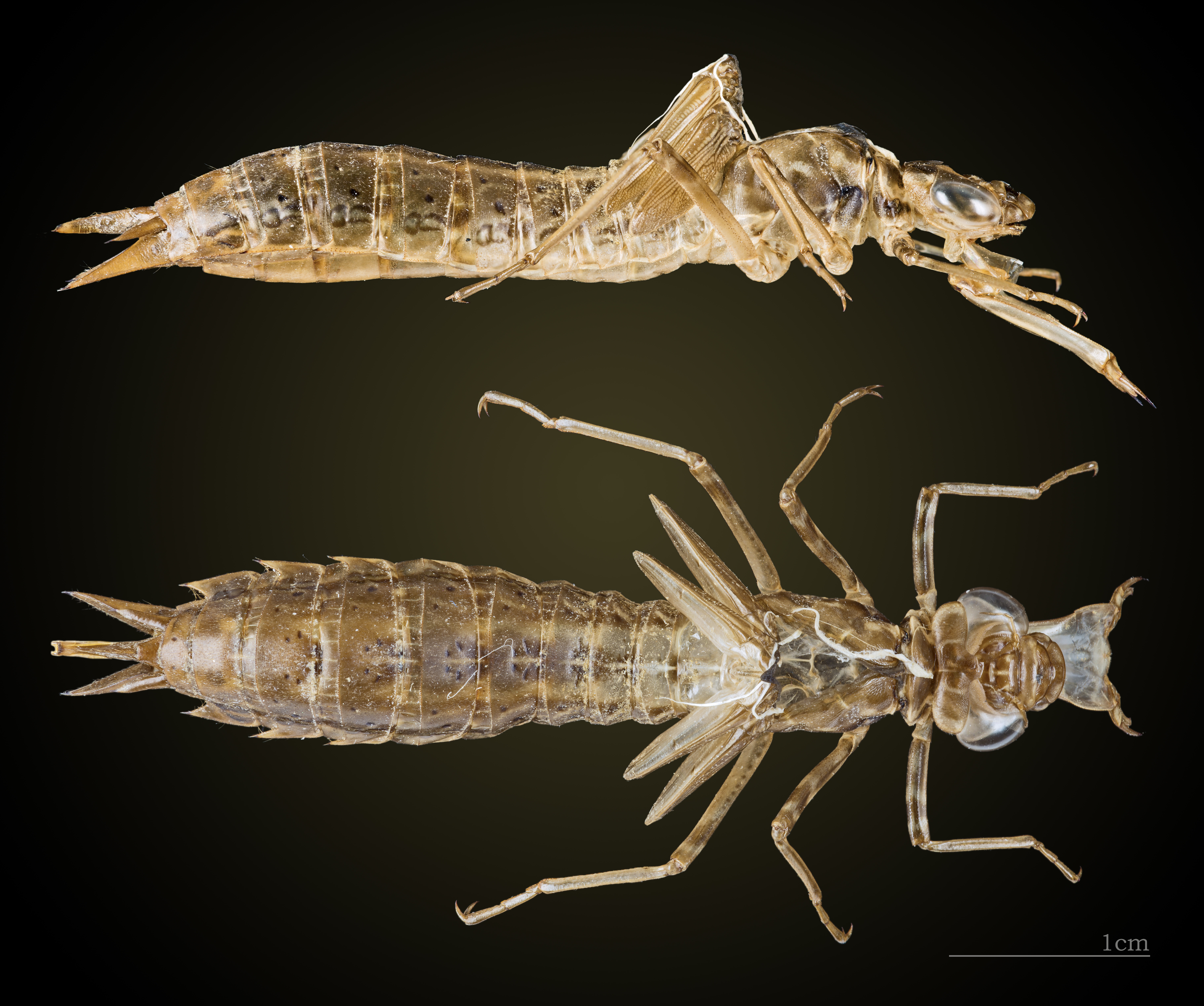

帝王伟蜓（学名：Anax imperator）是一种大型蜻蜓，平均长度为78（3.1英寸）。牠們主要生活在欧洲以及附近的非洲和亚洲。因为牠們的活动范围很广，因此也可能在其他地方发现。

## 描述
雄性的腹部为天蓝色，上面有黑色条纹，胸部为苹果绿。雌性的腹部和胸部均为绿色。该物种生活在较大的池塘，砂石场以及流速较缓慢的河流附近。

## 行为
这种蜻蜓是欧洲最大的蜻蜓之一。牠們通常飞翔在高空搜寻食物，包括蝴蝶、蝌蚪等。雌性在水草上产卵，通常单独产卵。